# Tito Mânlio Imperioso Torquato
Tito Mânlio Imperioso Torquato (em latim: Titus Manlius Imperiosus Torquatus) foi um político da gente Mânlia da República Romana, eleito cônsul por três vezes, em 347, 344 e 340 a.C., com Caio Pláucio Venão Ipseu, Caio Márcio Rutilo e Públio Décio Mus respectivamente. Foi também nomeado ditador em 353 e, novamente, em 349 a.C. Era filho de Lúcio Mânlio Capitolino Imperioso, ditador em 363 a.C.
Comandou as forças romanas durante a Segunda Guerra Latina e era considerado um exemplo de bravura e severidade pelos romanos.

## Primeiros anos

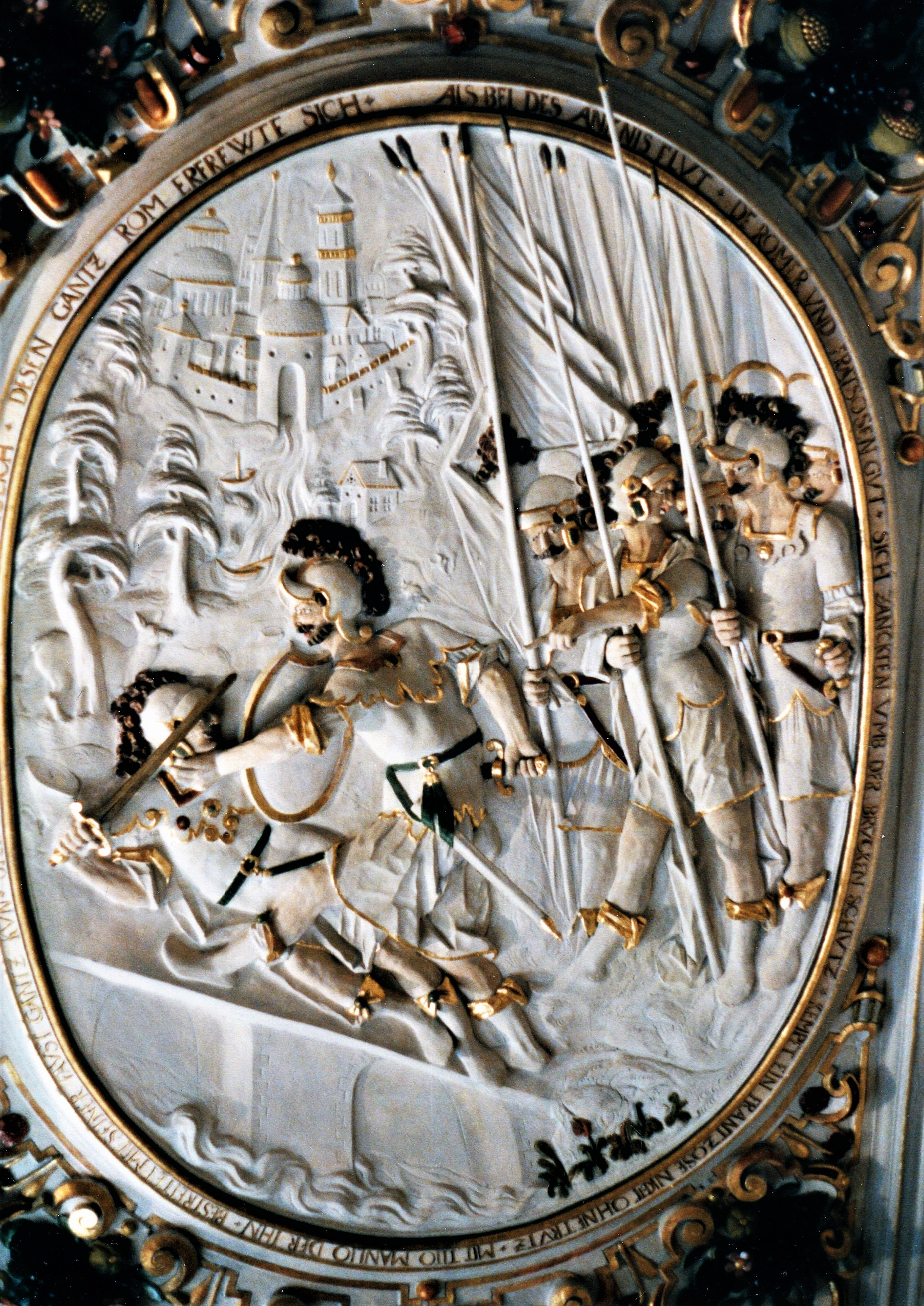
Mânlio Torquato derrota um inimigo gaulês e retira seu torque para colocá-lo no seu pescoço, o que fez com que ele e seus descendentes fossem chamados de "Torquato".

Em 362 a.C., Tito Mânlio defendeu seu pai, Lúcio Mânlio, que havia sido ditador no ano anterior, de uma acusação de crueldade feita pelo tribuno da plebe Marco Pompônio, mesmo tendo ele próprio sofrido as consequências desta crueldade.
| “ | Além das demais acusações, o tribuno o acusava pelo seu comportamento com seu filho. Apesar de não ter sido condenado por um crime, seria banido de Roma, da casa paterna e dos penates; Mânlio seria afastado do fórum, privado da luz do dia e da companhia de seus pares, forçado a trabalhar como um escravo. Depois que todos os presentes foram obrigados a deixar o recinto, ele agarrou uma faca e, ainda em pé sobre o leito do tribuno com a arma pronta para o ataque, ameaçou apunhalá-lo ali mesmo se Pompônio não jurasse, sobre os termos que acabara de impor, não haver intenção alguma de convocar uma assembleia popular para julgar seu pai. | ” |
|   | — Lívio, Ab Urbe condita VII, 4-5. |   |

No ano seguinte, durante a guerra contra os gauleses conduzida pelo ditador Tito Quíncio Peno Capitolino Crispino, derrotou em combate singular um bárbaro muito grande e, depois de retirar o colar que ele utilizava no pescoço (conhecido como "torque") e colocá-lo no seu, passou a ser para sempre conhecido como "Torquato", um sobrenome que passou para seus descendentes.

## Primeira ditadura (353 a.C.)
Em 353 a.C., quando Cere (moderna Cerveteri) se aliou com Tarquínia contra Roma, Tito Mânlio foi nomeado ditador pelo Senado e escolheu Aulo Cornélio Cosso Arvina como seu mestre da cavalaria (magister equitum). Enquanto Roma organizava a campanha contra Cere, embaixadores da cidade chegaram à Roma para implorar a paz, alegando que, por causa da fúria dos romanos, foram apenas uns poucos cidadãos que se deixaram convencer pelos tarquinenses. A paz foi renovada e o exército romano foi enviado contra os faliscos, mas nenhuma batalha campal foi travada.

## Segunda ditadura (349 a.C.)

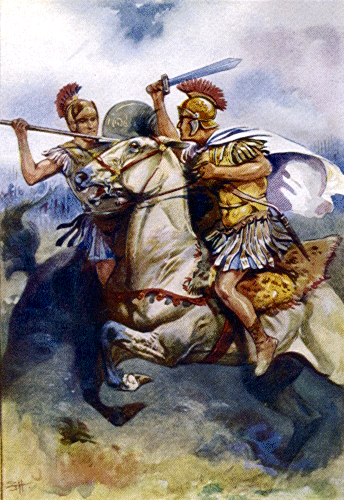
O filho de Tito Mânlio não resiste às provocações e ataca os latinos, contrariando as ordens de seu pai, que o condenaria à morte por isso.

Em 349 a.C., foi nomeado ditador novamente, desta vez pela Assembleia das centúrias ("comitiorum habendorum causa"), para presidir às eleições consulares, conturbadas por causa do conflito entre plebeus e patrícios. Novamente, seu mestre da cavalaria foi Aulo Cornélio Arvina.

## Primeiro consulado (347 a.C.)
Foi eleito cônsul pela primeira vez em 347 a.C. juntamente com Caio Pláucio Venão Ipseu. Durante seu mandato não foram registrados conflitos com outras cidades. Internamente, foi decidido que os débitos seriam pagos um quarto à vista e o resto em anualmente por três anos. As taxas foram reduzidas em 1/24 (4,1%).

## Segundo consulado (344 a.C.)
Em 344 a.C., foi eleito novamente, desta vez com Caio Márcio Rutilo. Neste ano foi dedicado o Templo de Juno Moneta, na Cidadela do Capitolino. Segundo Lívio, esta dedicação foi seguida por uma chuva de pedras e um escurecimento do céu, um prodígio que levou a nomeação de um ditador "feriarum constituendarum causa", Públio Valério Publícola (com poderes limitados).

## Terceiro consulado (340 a.C.)
Foi eleito pela terceira vez em 340 a.C. com Públio Décio Mus. Neste ano começou a Segunda Guerra Latina, depois que a cidade recebeu uma delegação de membros da Liga Latina liderada pelo pretor latino Lúcio Ânio. Os latinos exigiam um status igual ao de Roma, incluindo senadores e um cônsul latino. Segundo Lívio, Lúcio Ânio teria blasfemado contra Júpiter e foi assassinado. Logo depois, o Senado votou pela guerra. 

### Condenação do filho de Torquato
Com seu colega, preparou o exército e, atravessando o território dos marsos e pelignos para evitar que caíssem sob o controle dos latinos, chegou perto de Capua, onde os romanos assentaram seu acampamento para as próximas operações de guerra. Foi nesta ocasião que Tito Mânlio ganhou sua fama de severidade: quando seu filho, também chamado Tito Mânlio, sem conseguir suportar as provocações dos latinos, saiu da fileira romana para atacá-los, contrariando as ordens de seu pai, foi condenado por ele à morte com as seguintes palavras:
| “ | «Pois você, Tito Mânlio, sem o respeito e nem o poder consular e sem o poder pátrio, abandonou seu posto, contra as nossas ordens, para enfrentar o inimigo, e com sua iniciativa pessoal, violou a disciplina militar graças a qual a potência romana se manteve até os dias de hoje, sou obrigado a escolher entre esquecer o Estado ou eu próprio, se devemos puni-lo por sua falta ou se é o país que deve pagar pela nossa culpa um preço tão alto. Estabeleceremos um precedente doloroso, mas estamos ajudando a juventude de amanhã. Quanto a mim, sou tocado pela afeição não apenas natural de um pai pelo seus filhos, mas também pela demonstração de valor que desviou seu caminho numa falsa aparência de glória. Mas como a autoridade consular deve ser ou consolidada pela sua morte ou inteiramente perdida pela sua impunidade, e como eu acredito que até você, se há em ti uma gota do meu sangue, gostaria de re-estabelecer a disciplina militar colocada em risco por sua culpa, vão, lictores, e amarrem-no ao poste.» | ” |
|   | — Lívio, Ab Urbe condita VIII, 7. |   |

### Batalha do Vesúvio
Tito Mânlio e Décio Mus levaram os romanos à vitória na sangrenta Batalha do Vesúvio, na qual Décio Mus se sacrificou pelos romanos. Derrotados novamente os latinos na Batalha de Trifano, Tito Mânlio, de volta à Roma por causa de uma enfermidade, nomeou Lúcio Papírio Crasso como ditador para enfrentar os ancianos.